# Дигестив
Дигести́в (фр. digestif, діжесті́в; дослівно  — «те, що сприяє травленню») — загальна назва напоїв, що сприяють травленню, які подаються наприкінці їжі.
Зазвичай це коньяк, арманьяк або інші різновиди бренді. До цієї групи також належать міцні напої: граппа, кальвадос та віскі. Окрім того, по обіді подаються лікери, бальзами, ратафії а також витримані міцні вина із насиченим смаком — херес, мадера, портвейн.
Міцні напої використовуються тому, що смак легких вин не буде сприйматися після ситної їжі. Треба також зауважити, що дигестив має сполучатися з напоями, які супроводжували їжу: після споживання пива, скажімо, доречнішим, гармонійнішим буде не коньяк, а віскі. І, навпаки, після виноградних вин аромат коньяку сприйматиметься якнайвиразніше.
На відміну від аперитиву, дигестив містить більше алкоголю. За неписаним правилом білі (прозорі) напої подають як аперитив, а як дигестив — темніші.